# Войнишка
Войни́шка (болг. Войнишка) — село в Габровській області Болгарії. Входить до складу общини Севлієво.

## Населення
За даними перепису населення 2011 року у селі проживали 72 особи, з них 38 осіб (95,0%) — болгари.
Розподіл населення за віком у 2011 році:
Динаміка населення: